# Zetorchestes transvaalensis
Zetorchestes transvaalensis är en kvalsterart som beskrevs av Coetzee 1989. Zetorchestes transvaalensis ingår i släktet Zetorchestes och familjen Zetorchestidae. Inga underarter finns listade i Catalogue of Life.